# Corroy-le-Château
Pour les articles homonymes, voir Corroy.
Corroy-le-Château (en wallon Côroe-l'-Tchestea) est une section de la ville belge de Gembloux située en Wallonie dans la province de Namur. La tradition veut que ce lieu soit le repaire des "faisans" (gentilé non officiel du village). Les habitants ont pris également le surnom de "Faisans", plus simple que l'officiel Castellocorylétien.
Le village est situé en Hesbaye belge, sur un petit affluent de l’Orneau, à 5 kilomètres au sud-ouest de la ville de Gembloux. Il possède un château fort de plaine, devenu depuis la première moitié du XIXe siècle, en 1803, la demeure des marquis de Trazegnies qui trouve ses origines dans la commune où se développa le marquisat des seigneurs de Trazegnies.
Corroy-le-Château était une commune à part entière avant la réorganisation des communes de 1977.

## Étymologie
La plus ancienne trace manuscrite du village remonte à l’année 1119. Le village s’appelait alors Colroith, dérivation probable du bas latin Coruletum qui signifie « terrain planté de coudriers » (une noiseraie). Cette mention du lieu connue se trouve dans la Vitu Norberti rédigée par un témoin oculaire vers 1160.
« Et procedens inde [Gembloux] venit ad proximam villam que vocatur Koriletum, et quia fama de eo iam undique percrebuerat, populus de eadem vicina ad eum confluebat. Cumque post celebrationem misse, … ». C’est pour se rappeler ce repère historique que le blason de l'asbl des Faisans, l'association des habitants, porte la date de 1119.

## Origine et histoire
Des traces d’activité humaine remontant à l’époque gallo-romaine ont été relevées. Un hameau au nord de Corroy s’appelle Villez, ce qui est quasi certainement une référence à une ancienne villa gallo-romaine: la grande voie romaine Bavay-Cologne passait d’ailleurs à quelque trois kilomètres au nord de Corroy.
L’agglomération était peu importante, bien qu’étant paroisse desservie par l’abbaye de Floreffe (après 1121). L’histoire régionale se souvient du passage en 1119 de Norbert de Xanten, fondateur des prémontrés, accompagné de son disciple Hugues de Fosses. Il y aurait accompli un miracle.
À partir du XIIIe siècle, l’histoire du village est étroitement liée à celle de son château, d'abord simple donjon construit pour la défense de la partie sud du duché de Brabant. Les premiers seigneurs furent de Orbais, puis, par héritage ou alliance, la famille de Sombreffe et les seigneurs de Perwez. Philippe de Vianden développe ensuite le donjon en un château fort dans les années 1270-1280. Aujourd'hui, le château est la demeure du marquis (Olivier) de Trazegnies d'Ittre.
Au Moyen Âge, le village semble prospère: le seigneur a droit de battre monnaie et y exerce la justice, un banquier lombard y a une officine et on mentionne même l’existence d’un hôtel-Dieu (hôpital).
Au XVIe siècle (1542) le village est incendié par les Gueldres. Beaucoup y perdent la vie. De nouveaux ravages et massacres ont lieu à la fin du XVIIe siècle, durant la guerre de la Ligue d'Augsbourg. Par trois fois, en moins de dix ans (1690, 1692 et 1695) le passage de troupes cause des dégâts. Église, château et village sont dévastés.
Quelques artisanats s’installent à Corroy au cours du XIXe siècle. On signale des métiers à tisser la toile et un moulin à vent. Une usine à fabriquer de la poudre à canon y existe de 1841 à 1864, avant qu'un grave accident en 1860 ne cause son déclin et sa fermeture.

## Patrimoine et culture

### Patrimoine architectural
- Le château de Corroy est un château fort de plaine construit au début du XIIe siècle, par la famille de Brabant-Perwez, passé aux Vianden dans la deuxième moitié du siècle, aux Spaenhem au milieu du XIVe siècle et aux Nassau-Dillenbourg au début du XVe siècle. Propriété depuis le milieu du XVIe siècle des Nassau-Corroy, jusqu'au début du XIXe siècle où le château passa aux Trazegnies-Ittre[3]. L’édifice est bien conservé et est classé au rang des demeures remarquables de Belgique; Il est le cadre de réjouissances médiévales tous les printemps.

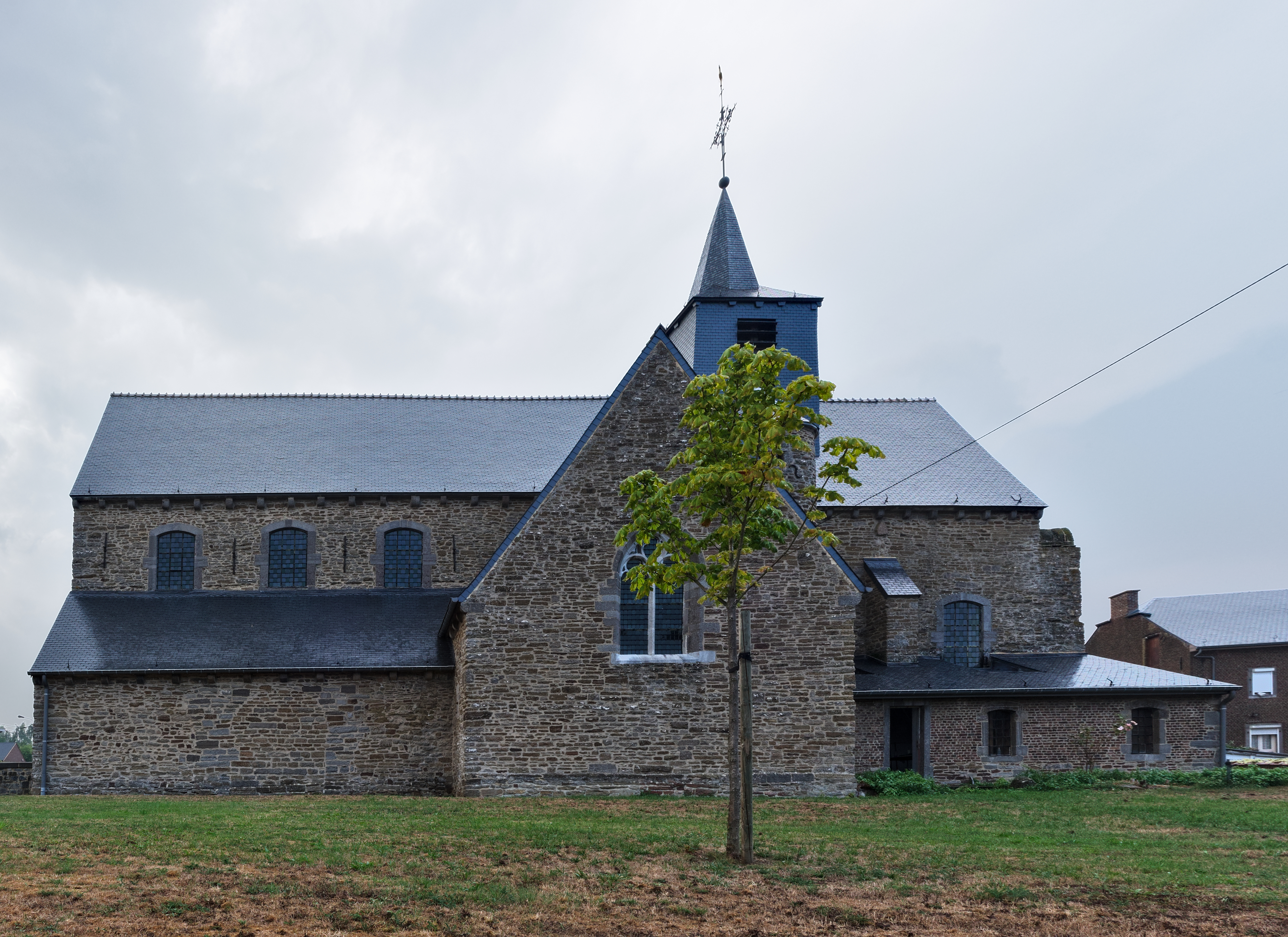
Église Saint-Lambert.

- L’église Saint-Lambert date également du XIIIe siècle et ancienne à la collation des abbés de Gembloux, de Floreffe, de Villers, de l'abbesse de Moustier et du curé de Villeroux[4]. Outre les belles pierres tombales que l’on peut voir dans le chœur, l’église renferme un patrimoine mobilier (crucifix, fonts baptismaux, autel latéral, etc.).

- La ferme du Marais est un ensemble de bâtiments datant du XVIIe siècle[5]. Le village contient plusieurs autres fermes hesbignonnes.

- Une maison du XVIIIe siècle est visible à la rue de la Maison d’Orbais et à la rue du Villez.